# De Salon in de rue des Moulins
Au Salon de la rue des Moulins (Nederlands: De salon in de rue des Moulins) is een schilderij van de Franse kunstschilder Henri de Toulouse-Lautrec, gemaakt in 1894, olieverf op doek, 111,5 × 132,5 centimeter groot. Het toont een aantal wachtende prostituees in een bordeel in Montmartre, geschilderd in een postimpressionistische stijl. Het werk bevindt zich thans in de collectie van het Musée Toulouse-Lautrec te Albi. De kunstenaar maakte ook een pasteluitvoering van het werk, 63 × 51 cm, welke zich bevindt in het Musée d'Orsay.

## Context

Uitvoering in pastelkrijt, Musée Toulouse-Lautrec.

Toulouse-Lautrec maakte tussen 1892 en 1895 zo'n vijftig schilderijen en meer dan honderd tekeningen in Parijse bordelen, zoals deze in de rue de Moulins
. Hij was er op zoek naar het verborgen leven van de bourgeoisie, waarmee zijn werk een aanklacht werd tegen hun hypocretie. Soms bleef hij er wekenlang werken tussen de prostituees, die hem accepteerden zoals hij was, waar de gevestigde orde hem door zijn mismaaktheid doorgaans afwees.

## Afbeelding

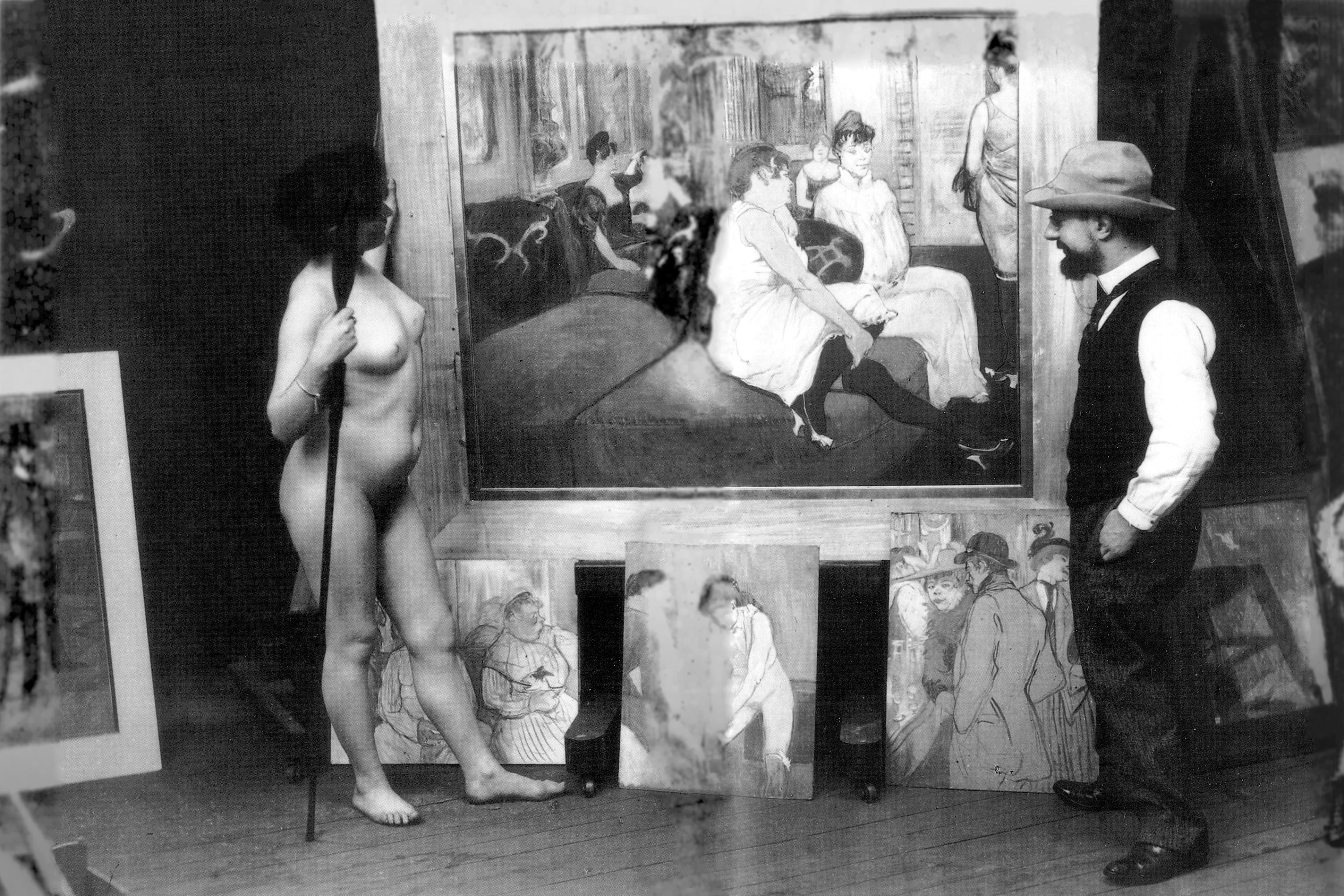
In zijn studio, bij Au Salon de la rue des Moulins, 1895, met links zijn model Mireille.

Op het eerste gezicht lijkt Toulouse-Lautrec in Au Salon de la rue des Moulins een sfeer van warmte te willen weergeven, in een redelijk gezellige omgeving waar de vrouwen op hun klanten zitten te wachten. Kijkend naar de gezichtsuitdrukkingen van de prostituees wordt echter snel duidelijk dat het leven in het bordeel geen pretje is. Hun passieve houding en de levenloze ogen, die nooit naar een ander kijken, spreken boekdelen. De vrouw in het wit, waarschijnlijk de salonhoudster, heeft een onderzoekende maar evenzeer wezenloze blik in haar ogen. De dames zijn weinig flatteus weergegeven, maar niettemin met een duidelijke sympathie.

#### Compositie
Toulouse-Lautrec werd in de periode dat hij dit werk maakte sterk beïnvloed door de Japanse prentkunst, met name in het gebruik van felle kleuren en grote vlakken. Ook in Au Salon de la rue des Moulins is deze invloed herkenbaar, maar tegelijkertijd lijkt het werk ontworpen als een historisch werk volgens de methode die hij leerde in het atelier van Léon Bonnat. Er bestaan talloze schetsen en ontwerpen waarin de schilder de algemene compositie uitwerkt en zijn onderwerp bestudeert vanuit verschillende invalshoeken. Sommige delen in het schilderij houdt hij welbewust 'leeg'. De brede sofa houdt de kijker op een afstand.

#### Pastel
Kort na voltooiing van het schilderij maakte Toulouse-Lautrec een pasteltekening naar hetzelfde onderwerp, oorspronkelijk bedoeld als voorbereiding voor een kleurenlithografie. In deze pastel demonstreert zich bij uitstek de invloed van Edgar Degas op zijn werk, met name in de streperige belijning. Ook het bewust 'onaf' laten van bepaalde gedeeltes van het kunstwerk is ingegeven door Degas. De divan op de voorgrond en de architectonische versiering op de achtergrond zijn niet afgewerkt, waarmee de aandacht wordt gefocust op de vrouwen. Bij de overgang van kleuren naar pastelkrijt worden de kleuren feller en de oppervlakken vlakker.

## Expositie
Toulouse-Lautrec lijkt, niettegenstaande zijn jarenlange werkzaamheden, altijd een zekere verlegenheid te hebben gevoeld om zijn 'bordeelwerken' publiek tentoon te stellen. Pas in 1896 organiseerde hij een persoonlijke expositie van deze werken, waarin hij ook Au Salon de la rue des Moulins tentoonstelde. Daarbij behield hij zelf het beheer over de sleutels van de zalen en liet slechts mondjesmaat gasten toe. Kunsthandelaars hadden geen toegang. Hier is niets te koop, beweerde de kunstenaar. De pastelversie van Au Salon de la rue des Moulins hield hij tot aan zijn dood in eigen bezit.